# Księga służb
Księga służb – dokument zawierający zadania poszczególnych komórek organizacyjnych przedsiębiorstwa. Wraz ze schematem organizacyjnym i regulaminem organizacyjnym tworzy strukturę organizacyjną przedsiębiorstwa.